# Sean Brady
Sean Thomas Brady (Filadelfia, 23 novembre 1992) è un lottatore di arti marziali miste statunitense.
Combatte nella divisione dei pesi welter nella federazione statunitense UFC.

## Risultati nelle arti marziali miste
| Risultato | Record | Avversario           | Metodo                               | Evento                                    | Data              | Round | Tempo | Luogo                          | Note                                                 |
| --------- | ------ | -------------------- | ------------------------------------ | ----------------------------------------- | ----------------- | ----- | ----- | ------------------------------ | ---------------------------------------------------- |
| Vittoria  | 18-1   | Leon Edwards         | Sottomissione (ghigliottina)         | UFC Fight Night 255                       | 22 marzo 2025     | 4     | 1:39  | Londra, Inghilterra            | Performance of the Night                             |
| Vittoria  | 17-1   | Gilbert Burns        | Decisione (unanime)                  | UFC Fight Night: Burns vs. Brady          | 7 settembre 2024  | 5     | 5:00  | Las Vegas, Stati Uniti         |                                                      |
| Vittoria  | 16-1   | Kelvin Gastelum      | Sottomissione (kimura)               | UFC on ESPN: Dariush vs. Tsarukyan        | 2 dicembre 2023   | 3     | 1:43  | Austin, Stati Uniti            | Performance of the Night                             |
| Sconfitta | 15-1   | Belal Muhammad       | KO tecnico (pugni)                   | UFC 280                                   | 22 ottobre 2022   | 2     | 4:47  | Abu Dhabi, Emirati Arabi Uniti |                                                      |
| Vittoria  | 15-0   | Michael Chiesa       | Decisione (unanime)                  | UFC Fight Night: Vieira vs. Tate          | 20 novembre 2021  | 3     | 5:00  | Las Vegas, Stati Uniti         |                                                      |
| Vittoria  | 14-0   | Jake Matthews        | Sottomissione (arm-triangle choke)   | UFC 259                                   | 6 marzo 2021      | 3     | 3:28  | Las Vegas, Stati Uniti         |                                                      |
| Vittoria  | 13-0   | Christian Aguilera   | Sottomissione tecnica (ghigliottina) | UFC Fight Night: Smith vs. Rakić          | 29 agosto 2020    | 2     | 1:47  | Las Vegas, Stati Uniti         | Performance of the Night                             |
| Vittoria  | 12-0   | Ismail Naurdiev      | Decisione (unanime)                  | UFC Fight Night: Benavidez vs. Figueiredo | 29 febbraio 2020  | 3     | 5:00  | Norfolk, Stati Uniti           |                                                      |
| Vittoria  | 11-0   | Court McGee          | Decisione (unanime)                  | UFC on ESPN: Reyes vs. Weidman            | 18 ottobre 2019   | 3     | 5:00  | Boston, Stati Uniti            |                                                      |
| Vittoria  | 10-0   | Tajuddin Abdul Hakim | KO tecnico (pugni)                   | CFFC 72                                   | 16 febbraio 2019  | 4     | 3:36  | Atlantic City, Stati Uniti     | Difende il titolo Cage Fury FC dei pesi welter       |
| Vittoria  | 9-0    | Gilbert Urbina       | Decisione (unanime)                  | LFA 49                                    | 14 settembre 2018 | 3     | 5:00  | Atlantic City, Stati Uniti     |                                                      |
| Vittoria  | 8-0    | Colton Smith         | Decisione (unanime)                  | Shogun Fights: Florida                    | 17 marzo 2018     | 3     | 5:00  | Hollywood, Stati Uniti         |                                                      |
| Vittoria  | 7-0    | Mike Jones           | Sottomissione (rear-naked choke)     | CFFC 68                                   | 21 ottobre 2017   | 2     | 1:31  | Atlantic City, Stati Uniti     | Difende il titolo Cage Fury FC dei pesi welter       |
| Vittoria  | 6-0    | Tanner Saraceno      | Sottomissione (ghigliottina)         | CFFC 65                                   | 20 maggio 2017    | 1     | 3:36  | Philadelphia, Stati Uniti      | Vince il titolo vacante Cage Fury FC dei pesi welter |
| Vittoria  | 5-0    | Chauncey Foxworth    | KO (spinning backfist)               | CFFC 60                                   | 6 agosto 2016     |       | 0:57  | Atlantic City, Stati Uniti     |                                                      |
| Vittoria  | 4-0    | Rocky Edwards        | Decisione (unanime)                  | CFFC 56                                   | 27 febbraio 2016  | 3     | 5:00  | Philadelphia, Stati Uniti      |                                                      |
| Vittoria  | 3-0    | Aaron Jeffery        | Decisione (unanime)                  | CFFC 53                                   | 4 dicembre 2015   | 3     | 5:00  | Philadelphia, Stati Uniti      |                                                      |
| Vittoria  | 2-0    | Jake Gombocz         | Decisione (unanime)                  | CFFC 48                                   | 9 maggio 2015     | 3     | 5:00  | Atlantic City, Stati Uniti     | Debutto nei pesi welter                              |
| Vittoria  | 1-0    | Paul Almquist        | KO tecnico (pugni)                   | CFFC 38                                   | 9 agosto 2014     | 1     | 0:33  | Atlantic City, Stati Uniti     | Debutto nei pesi leggeri                             |